# Röster i radio-TV
Röster i radio-TV (1930–1957 Röster i Radio) var en veckotidning som gavs ut av Radiotjänst, senare Sveriges Radio. Tidningen innehöll, förutom detaljerade tablåer för kanalerna, artiklar om program och medverkande liksom exempelvis recept från matlagningsprogram. Julnumret 1975 var upplagan 280 000 exemplar fördelat på 176 000 lösnummer och 102 000 prenumerationer.

## Historia
Tidningen hade sitt ursprung i publikationen Radioföreläsningar som gavs ut av Radiotjänst och Folkbildningsförbundet (numera Studieförbunden), som ett enstaka säsongshäfte, med start 1929 och främst tillhandahöll information om kommande radioföredrag. 1930 bytte denna publikation namn till Röster i radio. År 1933 blev Röster i radio månadstidning. Från och med januari 1934 gjordes tidningen om till en veckotidning som i högre grad innehöll information om radions övriga utbud. Från och med nr 1 1957 lades TV till namnet på tidningen.
Under 1980-talet var reklam för tidningen relativt vanligt förekommande i Sveriges Television, speciellt inför storhelger. I ett beslut från 1975 hade Radionämnden menat att reklamen inte stred mot radiolagens och sändningstillståndets reklamförbud. Detta beslut stod sig trots upprepade anmälningar fram till den 25 maj 1989 när Radionämnden ändrade sig och menade att reklamen stred mot radiolagens krav på opartiskhet.
I april 1992 meddelades det att tidningen skulle säljas till Allers. Röster i radio-TV ägdes då direkt av koncernbolaget Sveriges Radio som skulle avvecklas i samband med en omorganisation av public service. År 1994 slogs tidningen samman med Hänt i Veckan, vilket resulterade i veckotidningen Se och Hör.

## Chefredaktörer
Fram till 1949 angavs inte chefredaktör i tidningen, utan det stod bara "Utgivare: Radiotjänst" (sedermera "Ägare: Radiotjänst"), men från nummer 24 1949 anges chefredaktörerna i varje nummer.
| Namn               | Från | Från | Till | Till |
| Namn               | Nr   | År   | Nr   | År   |
| ------------------ | ---- | ---- | ---- | ---- |
| Manne Ginsburg     | 24   | 1949 | 39   | 1957 |
| Lars Ulvenstam     | 40   | 1957 | 8    | 1964 |
| Per-Martin Hamberg | 9    | 1964 | 34   | 1965 |
| Manne Ginsburg     | 35   | 1965 | 44   | 1967 |
| Stig Ahlberg       | 45   | 1967 | 16   | 1981 |
| Håkan Bengtsson    | 17   | 1981 | 45   | 1984 |
| Kurt Skansén       | 52   | 1981 | 37   | 1982 |
| Harry Strand       | 52   | 1981 | 45   | 1984 |
| Gunnar A. Olin     | 46   | 1984 | 37   | 1989 |
| Per G. Eriksson    | 38   | 1989 | 28   | 1990 |
| Harry Strand       | 29   | 1990 | 26   | 1994 |
| Per G. Eriksson    | 36   | 1990 | 4    | 1993 |